# Parlamentswahl in Ungarn 1910

Reichsteile und Kronländer der Österreichisch-Ungarischen Monarchie:
Cisleithanien
Transleithanien
Bosnien und Herzegowina (Seit 1878 verwaltet, 1908 annektiert)

Die Parlamentswahl in Ungarn 1910 fand vom 1. bis zum 10. Juni 1910 in Transleithanien statt. Neu besetzt wurde der Ungarische Reichstag (ungarisch Magyar Országgyűlés). Es war die letzte Wahl im Königreich Ungarn innerhalb der Österreichisch-Ungarischen Monarchie.

## Wahlsystem
Im Unterschied zu Cisleithanien, der österreichischen Reichshälfte, wo 1907 das allgemeine und gleiche Männerwahlrecht eingeführt worden war, galt im Königreich Ungarn und seinen Kronländern das Klassenwahlrecht. Vorrechte von Stand und Besitz waren in Ungarn wesentlich stärker maßgebend als in Österreich.

## Wahlergebnis
Das Ergebnis war ein Überraschungssieg der Nationalen Partei der Arbeit, die 256 der 413 Sitze gewann.
| Partei                                     | Mandate | %       | Parlamentarische Rolle |
| ------------------------------------------ | ------- | ------- | ---------------------- |
| Nationale Partei der Arbeit                | 256     | 61,98 % | Regierung              |
| Unabhängigkeits- und 48er Partei           | 51      | 12,35 % | Opposition             |
| Justhpartei der Unabhängigkeit und '48     | 44      | 10,65 % | Opposition             |
| Unabhängige für '67                        | 21      | 5,08 %  | Opposition             |
| Unabhängige für '48                        | 12      | 2,91 %  | Opposition             |
| Katholische Volkspartei                    | 13      | 3,14 %  | Opposition             |
| Rumänische Nationalpartei                  | 5       | 1,21 %  | Opposition             |
| Slowakische Nationalpartei                 | 3       | 0,72 %  | Opposition             |
| Nationale unabhängige Bauernpartei von '48 | 5       | 1,21 %  | Opposition             |
| Demokratische Partei                       | 2       | 0,48 %  | Opposition             |
| Nationale christlichsoziale Partei         | 1       | 0,24 %  | Opposition             |
| Total                                      | 413     | 100 %   | —                      |